# Хорхе Дісера
Хорхе Дісера (ісп. Jorge Disera, 9 червня 1949) — аргентинський хокеїст на траві.
Учасник Олімпійських Ігор 1976 року.